# François Omam-Biyik
François Omam-Biyik va ser un destacat futbolista camerunès dels anys 90 que jugava de davanter.

## Biografia
François Omam-Biyik va néixer el 21 de maig de 1966 a Sakbayenne (Camerun). Va ser un dels futbolistes camerunesos més destacat dels anys noranta. Va disputar tres fases finals del Campionat de Món entre 1990 i 1998. Un dels seus moments més destacats el va viure al Mundial d'Itàlia 90 on un gol seu en el partit inaugural serví per a donar la victòria als africans, enfront dels defensors de títol, Argentina. En total disputà 63 partits internacionals amb el Camerun.
A nivell domèstic Omam-Biyik va desenvolupar la major part de la seva carrera al futbol francès, destacant els anys al Racing Club de Lens. De fet el jugador té també la nacionalitat francesa. Deixà el futbol professional en acabar la temporada 1999-2000.

## Trajectòria esportiva
- Canon Yaoundé 1986 - 87
- Stade lavallois Mayenne Football Club 1987 - 1990
- Stade Rennais FC 1990 - 1991
- AS Cannes 1991 - 1992
- Olympique de Marsella 1992
- Racing Club de Lens 1992 - 1995
- Club América 1995 - 1997
- Yucatán de Mérida 1997
- UC Sampdoria 1997 - 1998
- Telamon FC 1998 - 1999
- Berrichonne de Châteauroux 1999 - 2000